# Hranjigovci
Hranjigovci – wieś w Słowenii, w gminie Sveti Tomaž. 1 stycznia 2018 liczyła 86 mieszkańców.